# Яр Плоский Водяний
Яр Плоский Водяний — балка (річка) в Україні у Балаклійському районі Харківської області. Права притока річки Сіверського Дінця (басейн Сіверського Дінця).

## Опис
Довжина балки приблизно 10,40 км, найкоротша відстань між витоком і гирлом — 9,35  км, коефіцієнт звивистості річки — 1,11 . Формується декількома балками та загатами. На деяких ділянках балка пересихає.

## Розташування
Бере початок на північно-східній стороні від села Волвенкове. Тече переважно на південний схід через с Протопопівку і впадає в річку Сіверського Дінця.

## Цікаві факти
- На правому березі балки пролягає автошлях Т 2115[3] (територіальний автомобільний шлях в Україні, Гусарівка — Грушуваха. Проходить територією Балаклійського та Барвінківського районів Харківської області.).
- У XX столітті на балці існували водокачка, свино-тваринна ферма (СТФ) та газова свердловина[2], а у XIX столітті — багато вітряних млинів[1].